# Eduard Silberstein
Pour les articles homonymes, voir Silberstein.
Eduard Silberstein, né le 27 décembre 1856 à Iași et mort en 1925 à Brăila est un juriste roumain. Il est connu comme l'ami intime de jeunesse de Sigmund Freud. Freud et Silberstein ont correspondu de 1871 à 1881, seules les quatre-vingts lettres de Freud sont conservées.

## Biographie
Le père d'Eduard Silberstein est un commerçant ou banquier roumain. Il envoie ses deux fils dans une école juive, leur imposant une éducation orthodoxe contre laquelle ceux-ci se révoltent avec un certain succès puisqu'ils obtiennent de poursuivre leurs études au lycée de Vienne. Eduard est le condisciple de Freud et ils deviennent amis dès 1870. Leurs familles se fréquentent également. Seules les quatre-vingts lettres de Freud sont disponibles, les lettres que lui a adressées Silberstein ont sans doute été brûlées par Freud en 1895. Au cours de leur échange épistolaire qui dure dix ans, jusqu'à leur entrée à l'université de Vienne, les adolescents évoquent leurs pensées, leurs goûts, leurs relations aux femmes, les influences qu'ils ont eues en matière de littérature ou d'art.
Siberstein poursuit ses études à l'université de Leipzig, puis revient à Vienne. Il obtient son diplôme de droit en 1879, et travaille dans une banque, puis dans le commerce de grain. Il est assez engagé sur le plan politique, et impliqué dans les affaires de la communauté juive. Il épouse en premières noces une femme qui se suicide, puis se remarie et a une fille. Son amitié avec Freud s'interrompt par une sorte de brouille, en raison des critiques de Freud sur son mariage et du propre mariage de Freud. Cette amitié préfigure une autre amitié structurante de Freud, celle qu'il entretiendra avec Wilhelm Fliess au début de sa vie professionnelle de médecin.

## Éditions
- (en) Sigmund Freud, Eduard Silberstein, Walter Boehlich (éd.) (trad. A.J. Pomerans), The Letters of Sigmund Freud to Eduard Silberstein, 1871-1881, Harvard University Press, 1991, 244 p. (ISBN 978-0-674-52827-7, lire en ligne)